# 52500 Каната
52500 Каната (52500 Kanata) — астероїд головного поясу, відкритий 22 лютого 1996 року.
Тіссеранів параметр щодо Юпітера — 3,522.